# Agedashi tofu
L'agedashi tofu (o agedashi dofu, 揚げ出し豆腐 Agedashi dōfu) abbreviato spesso age tofu o age dofu, è un modo per preparare il tofu caldo giapponese. Il silken tofu (kinugoshi), tagliato a cubetti, viene spolverato leggermente di fecola di patate o maizena e fritto fino alla doratura. Viene quindi servito in un brodo caldo tentsuyu fatto di dashi , mirin e shō-yu, e coperto con negi tritata finemente, daikon grattugiato o katsuobushi.
L'agedashi tofu è un piatto antico e molto conosciuto. Venne incluso nel Tōfu Hyakuchin (letteralmente "Cento Tofu"), un libro di ricette sul tofu pubblicato nel 1782.